# Улстайнвик
У̀лстайнвик (на норвежки: Ulsteinvik) е град в северната част на южна Норвегия. Разположен е на брега на Норвежко море на остров Харайланде във фюлке Мьоре ог Ромсдал. Главен административен център е на община Улстайн. Намира се на около 380 km на север от столицата Осло. Има пристанище и две корабостроителници. Население от 5156 жители според данни от преброяването към 1 януари 2008 г.

## Спорт
Представителният футболен отбор на града носи името ИЛ Хьод. Играл е в най-горните две нива на норвежкия футбол.